# Presidência de John Adams
A presidência de John Adams começou em 4 de março de 1797, quando John Adams foi inaugurado como o segundo presidente dos Estados Unidos e terminou em 4 de março de 1801. Adams, que havia servido como vice-presidente durante o governo de George Washington, assumiu o cargo de presidente após vencer a eleição presidencial de 1796. Foi o único membro do Partido Federalista a servir como presidente, sua presidência terminou após um único mandato, após sua derrota na eleição presidencial de 1800. Ele foi sucedido por Thomas Jefferson, do partido opositor Democrático-Republicano.
Quando Adams assumiu o cargo, as guerras revolucionárias francesas estavam causando grandes dificuldades para os comerciantes estadunidenses nos mares e provocando um intenso partidarismo entre os partidos políticos em todo o país. As tentativas de negociar com os franceses levaram ao Caso XYZ, no qual os funcionários franceses exigiram subornos antes de concordarem em iniciar as negociações. O Caso XYZ indignou o público estadunidense, e os Estados Unidos e a França se envolveram em um conflito naval não declarado conhecido como a Quase-Guerra, que dominou o restante da presidência de Adams. Adams presidiu uma expansão do exército e da marinha, e a marinha obteve uma série de sucessos na Quase-Guerra.
Os aumentos de despesas associados a essas ações exigiram maior receita federal, e o Congresso aprovou o Imposto Direto de 1798. A guerra e a tributação associada provocaram agitação interna, resultando em incidentes como a Rebelião de Fries. Em resposta à agitação, tanto estrangeira quanto doméstica, o 5º Congresso aprovou quatro leis, coletivamente conhecidas como as Leis de Estrangeiros e Sedição. Assinadas em lei pelo presidente, tornaram mais difícil para os imigrantes se tornarem cidadãos dos EUA, permitiram ao presidente prender e deportar não-cidadãos considerados perigosos ou provenientes de uma nação inimiga, e criminalizaram a emissão de declarações falsas críticas ao governo federal. A maioria federalista argumentou que as leis fortaleceram a segurança nacional durante um período de conflito, enquanto os democratas-republicanos criticaram duramente as leis.
A oposição à Quase-Guerra e às Leis de Estrangeiros e Sedição, bem como a rivalidade intra-partidária entre Adams e Alexander Hamilton, contribuíram para a derrota de Adams para Jefferson na eleição de 1800. Historiadores têm dificuldade em avaliar a presidência de Adams. Samuel Eliot Morison escreveu que "ele possuía temperamento inadequado para a presidência. Sabia mais do que qualquer outro americano, até mesmo James Madison, sobre ciência política; mas como administrador, ele era inquieto." No entanto, Adams conseguiu evitar a guerra com a França, argumentando que a guerra deveria ser um último recurso para a diplomacia. Nesse argumento, conquistou para a nação o respeito de seus adversários mais poderosos. Embora Adams tenha sido severamente criticado por assinar as Leis de Estrangeiros e Sedição, ele nunca defendeu sua aprovação nem as implementou pessoalmente, e ele perdoou os instigadores da Rebelião de Fries. "Visto sob essa luz," observou o historiador C. James Taylor, "o legado de Adams é um de razão, liderança moral, estado de direito, compaixão e uma política externa cautelosa, mas ativa, que visava tanto a garantir o interesse nacional quanto a alcançar uma paz honrosa".

## Eleição presidencial de 1796
A eleição presidencial de 1796 foi a primeira eleição presidencial americana a ser contestada. George Washington foi eleito para o cargo por unanimidade nas duas primeiras eleições presidenciais. No entanto, durante sua presidência, profundas diferenças ideológicas manifestaram-se entre as duas principais figuras da administração — Alexander Hamilton e Thomas Jefferson. Suas visões divergentes de política interna e externa causaram uma cisão dentro da administração, e levaram à fundação do Partido Federalista e do Partido Democrata-Republicano. O anúncio de que Washington não seria candidato a um terceiro mandato desencadeou uma intensa luta partidária pela presidência.
| Votos totais da eleição de 1976 | Votos totais da eleição de 1976 | Votos totais da eleição de 1976 | Votos totais da eleição de 1976 |
| Nome                            | Partido                         | Partido                         | Votos                           |
| ------------------------------- | ------------------------------- | ------------------------------- | ------------------------------- |
| John Adams                      |                                 | Federalista                     | 71                              |
| Thomas Jefferson                |                                 | Democrático-Republicano         | 68                              |
| Thomas Pinckney                 |                                 | Federalista                     | 59                              |
| Aaron Burr                      |                                 | Democrático-Republicano         | 30                              |
| Samuel Adams                    |                                 | Democrático-Republicano         | 15                              |
| Oliver Ellsworth                |                                 | Federalista                     | 11                              |
| George Clinton                  |                                 | Democrático-Republicano         | 7                               |
| John Jay                        |                                 | Federalista                     | 5                               |
| James Iredell                   |                                 | Federalista                     | 3                               |
| John Henry                      |                                 | Democrático-Republicano         | 2                               |
| Samuel Johnston                 |                                 | Federalista                     | 2                               |
| George Washington               |                                 | Nenhum                          | 2                               |
| Charles Cotesworth Pinckney     |                                 | Federalista                     | 1                               |

Como nas duas eleições presidenciais anteriores, nenhum candidato foi colocado diretamente diante dos eleitores em 1796. A Constituição, em vez disso, previa que cada estado selecionasse colegiados, e uma votação dos eleitores colegiados selecionassem o presidente. Como a eleição ocorreu antes da ratificação da 12ª Emenda, cada eleitor presidencial deu dois votos para presidente, embora os eleitores não pudessem dar os dois votos para uma mesma pessoa. 
A Constituição prescreveu que a pessoa que recebesse mais votos se tornaria presidente, desde que ganhasse votos da maioria dos eleitores, enquanto a pessoa com o segundo maior número de votos tornaria-se vice-presidente. Os eleitores escolheram os colegiados presidenciais em sete estados. Nos nove estados restantes, eles foram escolhidos pela legislatura do estado.
Adams e Hamilton queriam liderar o Partido Federalista, mas o Vice-Presidente Adams era amplamente visto como o “herdeiro político” de George Washington e consolidou o apoio entre os eleitores de seu partido.O favorito claro dos democratas-republicanos era Thomas Jefferson, embora ele relutasse em concorrer. Membros dos democratas-republicanos no Congresso realizaram uma convenção de nomeação e nomearam Jefferson e Aaron Burr como suas escolhas presidenciais. Jefferson inicialmente recusou a nomeação, porém, após algumas semanas decidiu concorrer ao pleito. Membros federalistas do Congresso realizaram uma convenção informal de nomeação e indicaram Adams e Thomas Pinckney como seus candidatos presidenciais. A campanha foi, em sua maior parte, desorganizada e esporádica, limitando-se a ataques em jornais, panfletos e comícios. Os federalistas atacavam Jefferson o chamando de francófilo e ateu, enquanto os democratas-republicanos acusaram Adams de ser anglófilo e monarquista.
No início de novembro, o embaixador da França nos Estados Unidos, Pierre Adet, inseriu-se no debate político em nome de Jefferson, publicando declarações destinadas a despertar o sentimento anti-britânico e deixar a impressão de que uma vitória de Jefferson resultaria em melhores relações com a França. Enquanto isso, Hamilton, desejando se apresentar como um presidente 'mais flexível do que Adams', manobrou para inclinar a eleição para Pinckney. Coagiu os eleitores federalistas da Carolina do Sul, que haviam prometido votar no 'filho favorito' Pinckney, a espalhar seus segundos votos entre outros candidatos que não Adams. O esquema de Hamilton foi desfeito, no entanto, quando vários eleitores estaduais da Nova Inglaterra ouviram falar dele, conferiram e concordaram em não votar em Pinckney.
Os votos dos 138 membros do Colégio Eleitoral foram contados durante uma sessão conjunta do Congresso em 8 de fevereiro de 1797; os três primeiros colocados receberam 71 votos para Adams, 69 para Jefferson e 59 para Pinckney. O restante dos votos foi disperso entre Burr e outros nove candidatos. Quase todos os votos de Adams vieram de eleitores do Norte, e quase todos os votos de Jefferson vieram de eleitores do Sul.
Como Presidente do Senado, coube a Adams anunciar a si mesmo como presidente eleito e seu principal oponente, Jefferson, como vice-presidente eleito. Uma semana depois, ele fez um emocionado discurso de despedida para o órgão cujas deliberações ele havia presidido por oito anos. O sistema bipartidário estadunidense surgiu durante a preparação para a eleição de 1796 – a única eleição até hoje em que um presidente e um vice-presidente foram eleitos por partidos opostos. A rivalidade entre a Nova Inglaterra e o Sul, com os estados intermediários mantendo o equilíbrio de poder, também começou a germinar nessa época.

## Posse
Adams foi empossado como o segundo presidente dos Estados Unidos em 4 de março de 1797, no Salão da Câmara dos Representantes do Congresso, na Filadélfia. O Juiz-Chefe dos Estados Unidos, Oliver Ellsworth administrou o juramento de posse, tornando Adams o primeiro presidente a receber o juramento de um presidente do Suprema Corte.
Adams iniciou seu discurso de posse (texto completo do discurso) com uma análise da luta pela independência,

Quando se percebeu pela primeira vez, nos tempos antigos, que não havia um caminho intermediário para a América entre a submissão ilimitada a uma legislatura estrangeira e a independência total de suas reivindicações, os homens de reflexão estavam menos apreensivos quanto ao perigo do poder formidável de frotas e exércitos que teriam de resistir do que quanto aos conflitos e dissensões que certamente surgiriam em relação às formas de governo a serem instituídas sobre o todo e sobre as partes deste extenso país. Confiando, entretanto, na pureza de suas intenções, na justiça de sua causa e na integridade e inteligência do povo, sob uma Providência superior que tão significativamente protegeu este país desde o início, os representantes desta nação, então consistindo de pouco mais da metade de seu número atual, não apenas quebraram as correntes que estavam sendo forjadas e a vara de ferro que estava levantada, mas francamente cortaram os laços que os haviam unido e lançaram-se em um oceano de incertezas.
O discurso de 2.308 palavras incluiu um tributo eloquente a George Washington, um apelo à unidade política e uma promessa de apoiar o desenvolvimento de instituições de ensino. Para desgosto de alguns de seus aliados federalistas, Adams também elogiou a nação francesa.
Quando assumiu o cargo, a população do país era de cerca de cinco milhões de pessoas, com dois terços delas vivendo a menos de cem milhas da Costa Leste dos Estados Unidos. O maior crescimento populacional, no entanto, estava ocorrendo nas regiões a oeste dos Apalaches. Ao final de seu mandato, 500.000 pessoas, principalmente da Nova Inglaterra, Virgínia e Maryland, migraram para o oeste, para Kentucky, Tennessee e para o Noroeste do país.

## Administração

### Gabinete
Além do processo de nomeação, a Constituição incluiu apenas uma referência passageira à operação de agências do poder executivo. Ao final do primeiro mandato de George Washington, o termo 'gabinete' começou a ser aplicado aos chefes dos departamentos do poder executivo, e Washington confiou em seu gabinete como um conselho consultivo. Embora a Constituição tenha deixado claro que as pessoas nomeadas para liderar essas agências respondiam ao presidente, ela não mencionou o término das nomeações para o gabinete. Quando Adams tornou-se presidente, não havia precedentes sobre o serviço contínuo dos principais funcionários do presidente anterior. Ao invés de aproveitar a oportunidade de usar o poder de nomeação para construir um grupo de conselheiros mais alinhado a suas posições políticas, Adams manteve o gabinete de Washington, embora nenhum de seus membros tenha sido próximo a ele.
Três membros do gabinete, Timothy Pickering, James McHenry e Oliver Wolcott Jr., eram muito próximos a Hamilton e encaminhavam todas as principais questões políticas a ele em Nova Iorque. Esses membros do gabinete, por sua vez, apresentavam as recomendações de Hamilton ao presidente e frequentemente trabalhavam ativamente contra as propostas de Adams. "Os hamiltonianos pelos quais ele está cercado", escreveu Jefferson em uma carta de maio de 1797, "são apenas um pouco menos hostis a ele do que a mim." O outro remanescente da administração de Washington, o procurador-geral Charles Lee, trabalhou bem com Adams e permaneceu no gabinete durante a presidência de Adams. Em 1798, Benjamin Stoddert de Maryland tornou-se o primeiro secretário da Marinha, e Stoddert emergiu como um dos conselheiros mais importantes de Adams.
Conforme a divisão crescia entre Adams e a ala hamiltoniana dos federalistas durante a segunda metade do mandato de Adams, o presidente confiou menos nos conselhos de Pickering, McHenry e Wolcott. Ao reprimir as manipulações de Hamilton nos bastidores, Adams dispensou Pickering e McHenry em 1800, substituindo-os por John Marshall e Samuel Dexter, respectivamente.

### Vice-presidência
Adams e Jefferson começaram a ter relações cordiais, tornaram-se amigos vinte anos antes, enquanto serviam juntos no Segundo Congresso Continental. Na véspera da posse, encontraram-se brevemente para discutir a possibilidade de enviar Jefferson à França como parte de uma delegação de três membros para acalmar as relações cada vez mais turbulentas entre os dois países. Quando concluíram que esse seria um papel impróprio para o vice-presidente, eles concordaram em substituir o aliado político de Jefferson, James Madison. Logo após a posse, Jefferson informou Adams que Madison não estava interessado na missão diplomática na França. Adams respondeu que, em qualquer caso, ele não teria sido capaz de selecionar Madison por causa da pressão de dentro de seu gabinete para nomear um federalista. Essa foi a última vez que Adams consultou Jefferson sobre uma questão de importância nacional. De sua parte, o vice-presidente voltou-se exclusivamente para seu papel político como líder dos democratas-republicanos e para seu dever governamental como presidente do Senado.

## Nomeações judiciais

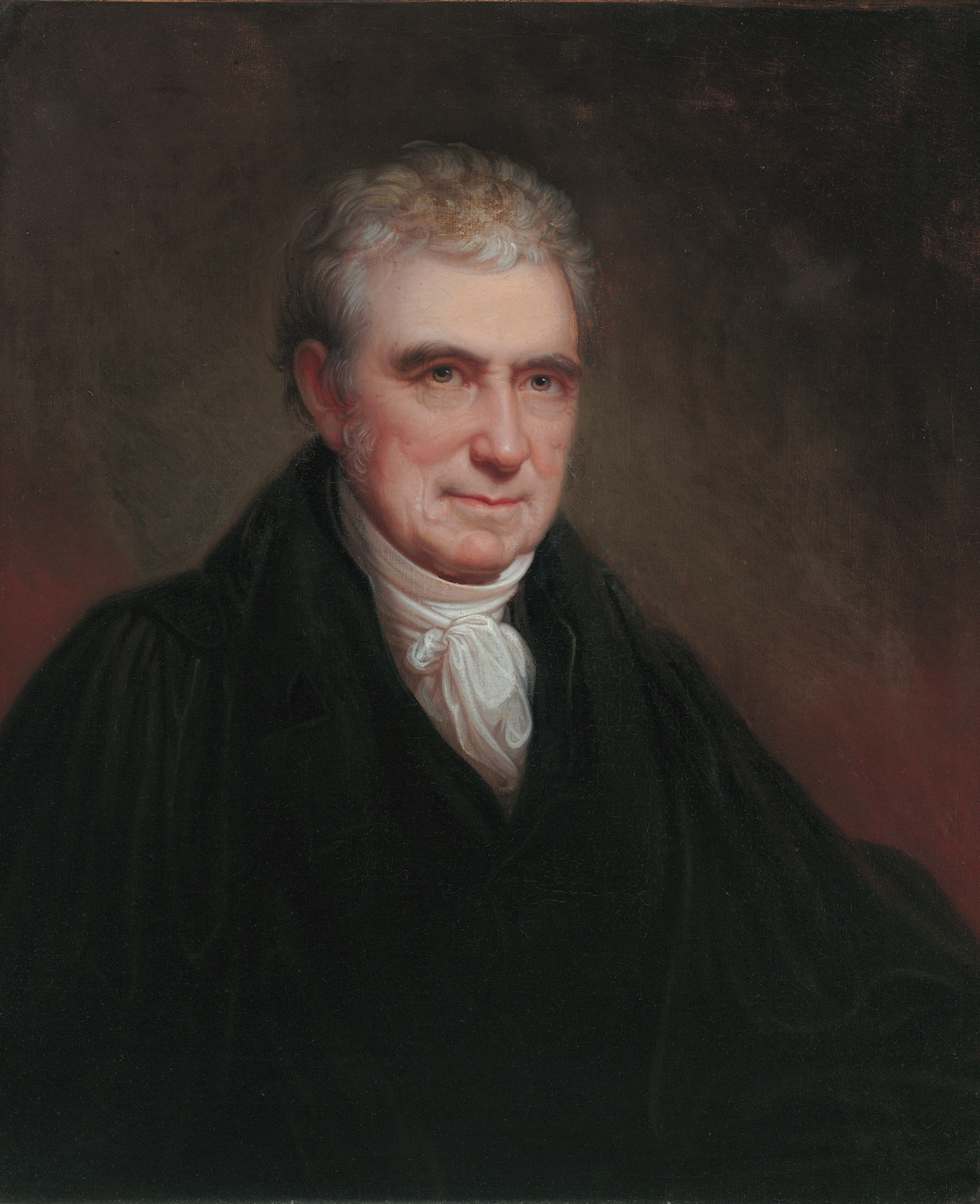
John Marshall, quarto presidente da Suprema Corte dos Estados Unidos, 1801–1835.

Durante sua presidência Adams nomeou três juíze para a Suprema Corte. Em dezembro de 1798, o Senado confirmou a nomeação de Bushrod Washington, sobrinho do ex-presidente George Washington, para suceder o juiz associado James Wilson. Um ano depois, Alfred Moore sucedeu o juiz associado James Iredell. O terceiro nome apontado por Adamns, em janeiro de 1801, foi de John Marshall como o quarto presidente da Suprema Corte, substituindo Oliver Ellsworth, que havia se aposentado devido a problemas de saúde. 
Adams havia inicialmente nomeado o ex-presidente da Suprema Corte John Jay, mas Jay recusou-se a retornar ao seu antigo cargo. Marshall, que estava servindo como Secretário de Estado na época, foi rapidamente confirmado pelo Senado e assumiu o cargo em 4 de fevereiro. Continuou a servir como Secretário de Estado até o mandato de Adams expirar em 4 de março.

## Relações exteriores

### Relação com a França

#### Caso XYZ
O mandato de Adams foi marcado por disputas sobre o papel do país no conflito em expansão na Europa, onde a Grã-Bretanha e a França e seus respectivos aliados estavam em guerra. Hamilton e os federalistas apoiavam a Grã-Bretanha, enquanto Jefferson e os democratas-republicanos possuíam preferência pela França. A intensa batalha sobre o Tratado de Jay em 1795 já havia polarizado a política em todo o país e alienado os franceses. O Tratado de Jay resolveu algumas das principais queixas americanas contra os britânicos, incluindo o contínuo recrutamento forçado de marinheiros americanos pelos britânicos, e o Presidente Washington viu o tratado como o melhor método para evitar outra guerra com os britânicos.  Os franceses ficaram indignados com o Tratado Jay e começaram a apreender navios mercantes americanos que estavam negociando com os britânicos. No entanto, quando Adams assumiu o cargo, o sentimento pró francês nos Estados Unidos permaneceu forte devido ao medo da Grã-Bretanha e às lembranças da ajuda da França durante a Independência.

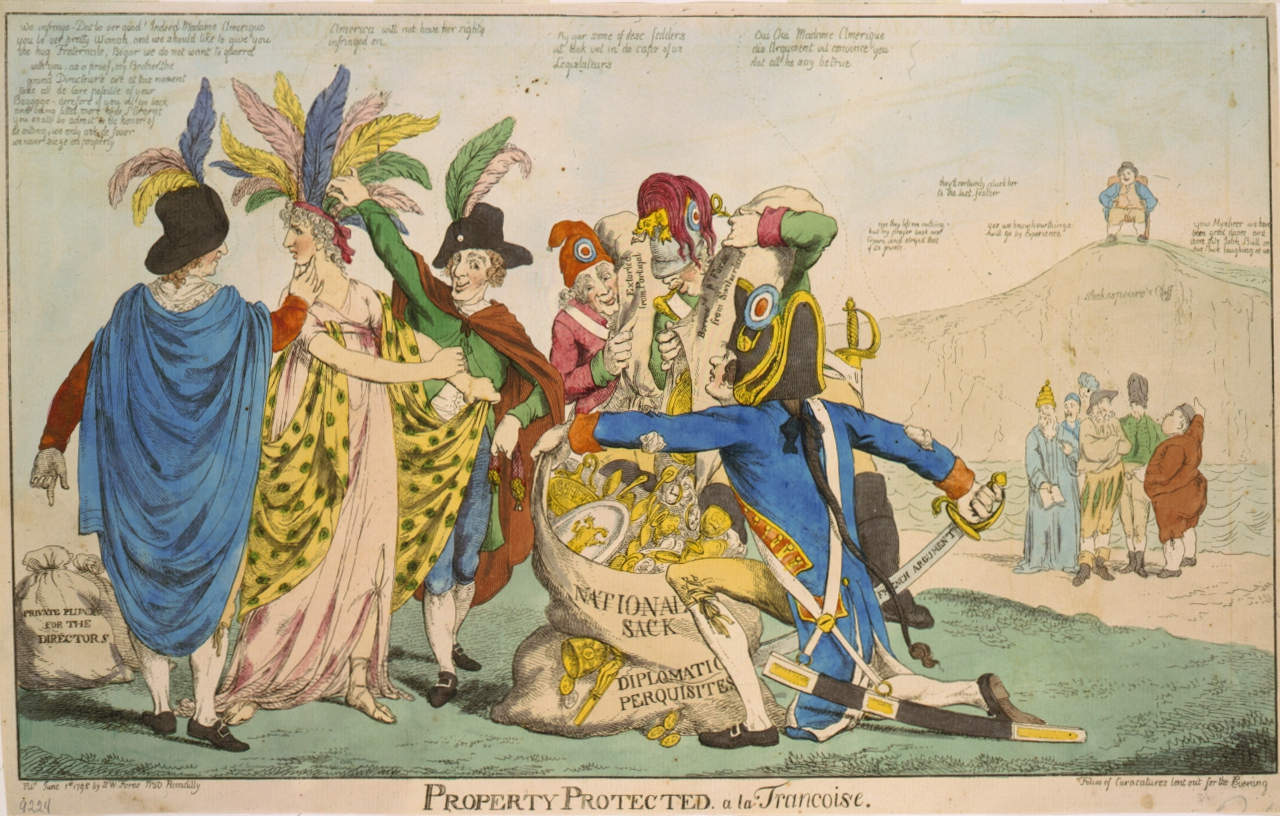
Uma charge política retrata o Caso XYZ – Os Estados Unidos é uma mulher sendo saqueada por franceses.

Adams esperava manter relações amistosas com a França e enviou uma delegação a Paris, composta por John Marshall, Charles Pinckney e Elbridge Gerry, para pedir uma indenização pelos ataques franceses à navegação estadunidense. Quando os enviados chegaram em outubro de 1797, ficaram esperando por vários dias e, por fim, tiveram apenas uma reunião de quinze minutos com o ministro das Relações Exteriores da França, Talleyrand. Após isso, os diplomatas foram recebidos por três agentes de Talleyrand. Cada um deles se recusou a conduzir negociações diplomáticas a menos que os Estados Unidos pagassem enormes subornos, um para Talleyrand pessoalmente e outro para a República da França. Os estadunidenses se recusaram a negociar nesses termos. Marshall e Pinckney voltaram para casa, enquanto Gerry permaneceu.
Em um discurso ao Congresso em abril de 1798, Adams revelou publicamente as práticas políticas de Talleyrand, provocando a indignação pública contra os franceses. Os democratas-republicanos estavam céticos quanto ao relato do governo sobre o que ficou conhecido como o "caso XYZ". Muitos dos partidários de Jefferson minaram e se opuseram aos esforços de Adams para se defender dos franceses.
O principal temor do grupo de Jefferson era que a guerra com a França levasse a uma aliança com a Inglaterra, o que, por sua vez, poderia permitir que o suposto monarquista Adams promovesse sua agenda interna anti republicana. Por sua vez, muitos federalistas, especialmente os conservadores "ultrafederalistas", temiam profundamente a influência radical da Revolução Francesa. O aspecto econômico também provocou a divisão entre federalistas e democratas-republicanos, pois os federalistas buscavam laços financeiros com a Inglaterra, enquanto muitos democratas-republicanos temiam a influência dos credores ingleses.

### Quase-guerra

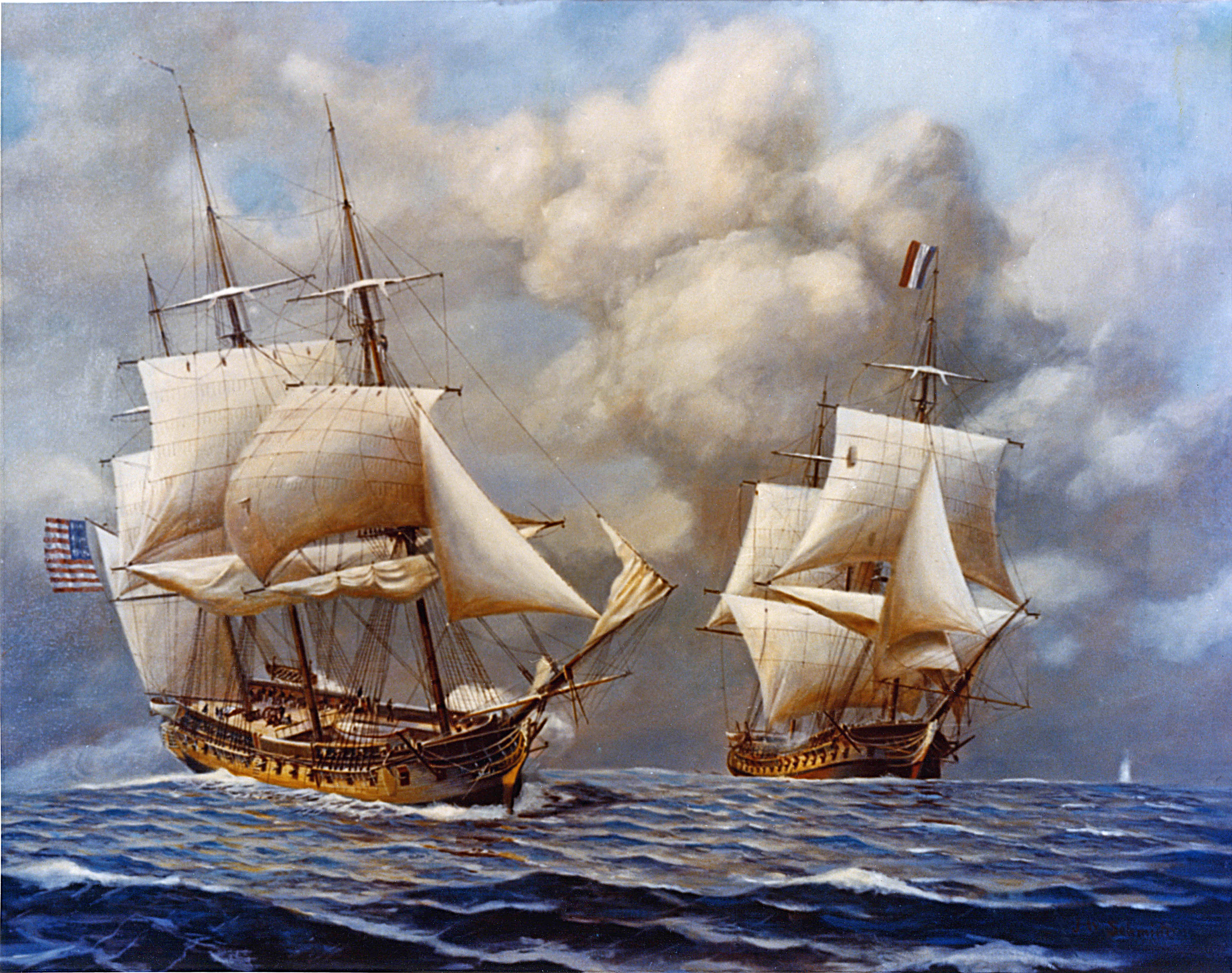
Cena representando o combate de 9 de fevereiro de 1799 entre o USS Constellation (esquerda) e o L'Insurgente (direita) durante a Quase-Guerra.

Adams não viu vantagem em se juntar à aliança liderada pelos britânicos contra a França. Portanto, seguiu uma estratégia pela qual navios americanos assediaram navios franceses em um esforço suficiente para conter os ataques franceses aos interesses americanos, iniciando uma guerra naval não declarada conhecida como a Quase-guerra. À luz da ameaça de invasão das forças francesas mais poderosas, Adams pediu ao Congresso que autorizasse uma grande expansão da marinha e a criação de um exército composto por vinte e cinco mil homens. 
O Congresso autorizou um exército de dez mil homens e uma expansão moderada da marinha, que na época consistia em um barco personalizado desarmado.  Washington foi nomeado como oficial superior do exército, e Adams concordou relutantemente com o pedido de Washington para que Hamilton servisse como segundo em comando do exército. Tornou-se evidente que Hamilton estava realmente no comando devido à idade avançada de Washington. O presidente irritado comentou na época: "Sei que Hamilton é um espírito orgulhoso, vaidoso, aspirante, sempre fingindo moralidade," escreveu ele, mas "com uma moralidade tão devassa quanto a do velho Franklin, que é mais seu modelo do que qualquer outra pessoa que eu conheça." Devido ao seu apoio à expansão da marinha e à criação do Departamento da Marinha dos Estados Unidos, Adams é "frequentemente chamado de pai da Marinha Americana".
Durante a Quase-guerra, a marinha obteve várias vitórias, inclusive a captura do L'Insurgente, um poderoso navio de guerra francês. A marinha também abriu relações comerciais com São Domingos (atual Haiti), uma colônia francesa rebelde no Caribe. Apesar da oposição de muitos membros de seu próprio partido, Adams resistiu à escalada da guerra. O apoio contínuo do presidente a Elbridge Gerry, um democrata-republicano que Adams havia enviado à França no início de seu mandato e que continuava a buscar a paz com os franceses, frustrou especialmente muitos federalistas. A influência de Hamilton no Departamento de Guerra também aumentou a divisão entre os federalistas que apoiavam Adams e Hamilton. Ao mesmo tempo, a criação de um grande exército permanente gerou repercussão popular e favoreceu os republicanos democratas.
Em fevereiro de 1799, Adams surpreendeu a muitos ao anunciar que enviaria o diplomata William Vans Murray em uma missão de paz à França. Adams adiou o envio de uma delegação enquanto aguardava a construção de vários navios de guerra dos EUA, que ele esperava que alterassem o equilíbrio de poder no Caribe. Para grande desgosto de Hamilton e de outros arqui-federalistas, a delegação foi finalmente enviada em novembro de 1799.A decisão do presidente de enviar uma segunda delegação à França precipitou uma amarga divisão no Partido Federalista, e alguns líderes federalistas começaram a procurar uma alternativa a Adams na eleição presidencial de 1800. As perspectivas de paz entre os EUA e a França foram reforçadas pela ascensão de Napoleão em novembro de 1799, pois ele considerava a Quase-guerra uma distração da guerra em curso na Europa. Na primavera de 1800, a delegação enviada por Adams começou a negociar com a delegação francesa, liderada por José Bonaparte.
A guerra chegou ao fim em setembro, quando ambas as partes assinaram a Convenção de 1800, mas os franceses se recusaram a reconhecer a abdicação do Tratado de Aliança de 1778, que havia criado uma aliança franco-americana. A notícia da assinatura da convenção só chegou aos Estados Unidos após a eleição. Superando a oposição de alguns federalistas, Adams conseguiu obter a ratificação da convenção pelo Senado em fevereiro de 1801. Terminada a guerra, Adams desmobilizou o exército de emergência.

## Relações com a Espanha
Os Estados Unidos e a Espanha assinaram o Tratado de San Lorenzo em 1795, que estabeleceu fronteira com o território espanhol da Luisiana. No entanto, com a guerra entre a França e os Estados Unidos se aproximando, a Espanha demorou a implementar os termos do tratado, que incluíam a cessão espanhola das terras Yazoo e o desarmamento dos fortes espanhóis ao longo do rio Mississippi.
Pouco depois que Adams assumiu o cargo, os planos do senador William Blount de expulsar os espanhóis da Louisiana e da Flórida tornaram-se públicos, causando uma deterioração nas relações entre os EUA e a Espanha. Francisco de Miranda, um patriota venezuelano, também tentou angariar apoio para uma intervenção americana contra a Espanha, possivelmente com a ajuda dos britânicos. Rejeitando as ambições de Hamilton para a tomada do território espanhol, Adams se recusou a se encontrar com Miranda, esmagando a conspiração. Tendo evitado a guerra com a França e a Espanha, a administração Adams supervisionou a implementação do Tratado de San Lorenzo.

## Assuntos internos

### Mudança da capital para Washington D. C.

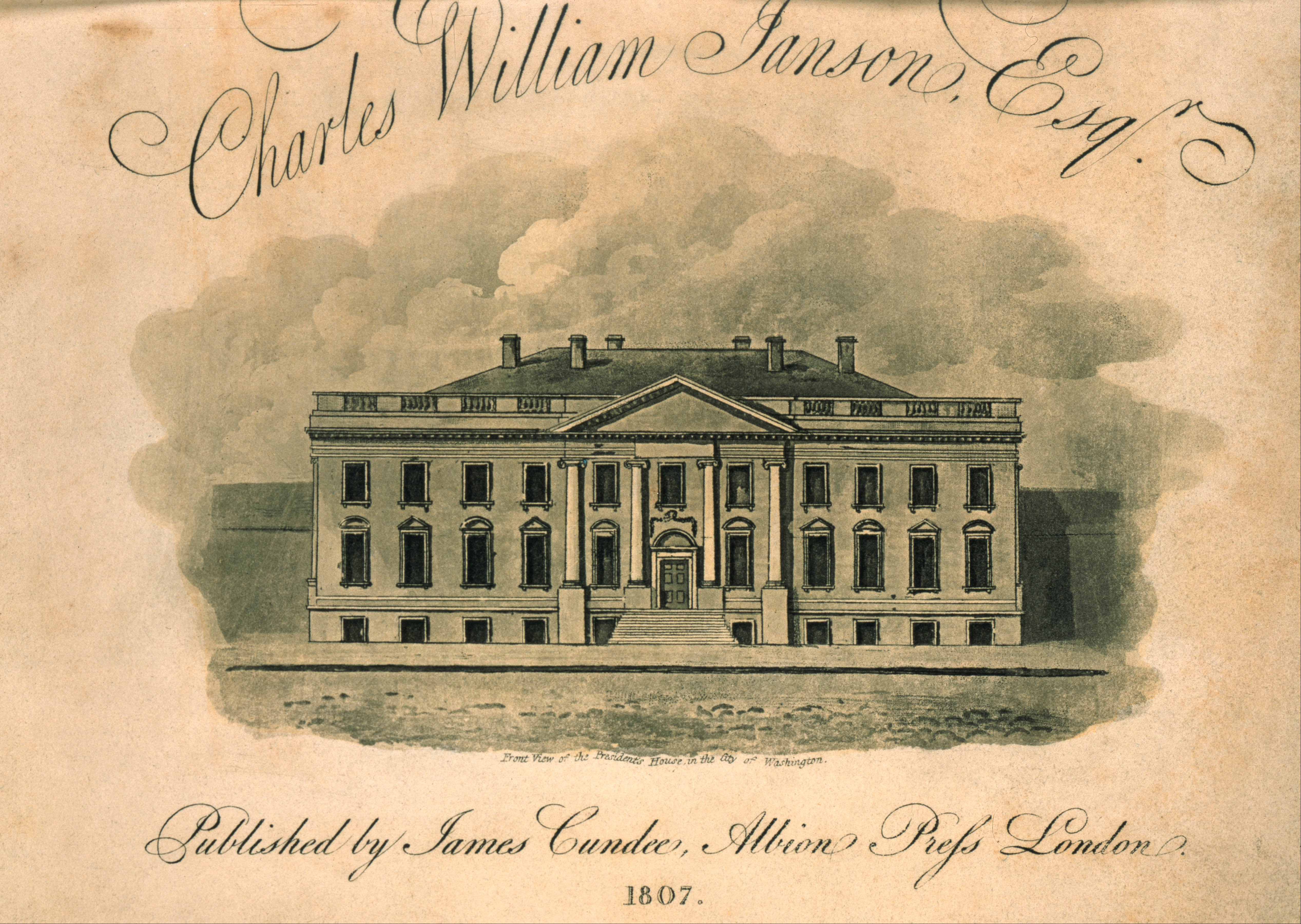
Vista frontal da casa do presidente, na cidade de Washington.

Em 1790, o Congresso, por meio do Residence Act, definiu o local para uma capital nacional permanente ao longo do rio Potomac. Dezembro de 1800 foi definido como o prazo final para a conclusão dos edifícios governamentais na nova capital. A cidade nascente recebeu o nome do Presidente Washington, e o distrito federal que a cercava foi batizado de Columbia, um nome poético para os Estados Unidos comumente usado na época. A lei também transferiu a capital temporária da cidade de Nova Iorque para a Filadélfia a partir de 1791.
O Congresso encerrou sua última reunião na Filadélfia em 15 de maio de 1800, e a cidade oficialmente deixou de ser a sede do governo em 11 de junho. Em junho de 1800, Adams fez sua primeira visita oficial a Washington; em meio à paisagem urbana "crua e inacabada", o presidente encontrou os edifícios públicos "em um estado de conclusão muito maior do que o esperado". A ala norte (Senado) do Capitólio estava quase concluída, assim como a Casa Branca. O presidente mudou-se para a Casa Branca em 1º de novembro, e a primeira-dama Abigail Adams chegou algumas semanas depois. Ao chegar, Adams escreveu a ela: "Antes de terminar minha carta, rezo para que o Céu conceda as melhores bênçãos a esta Casa e a todos os que a habitarão daqui em diante. Que ninguém, exceto homens honestos e sábios, governem sob este teto."

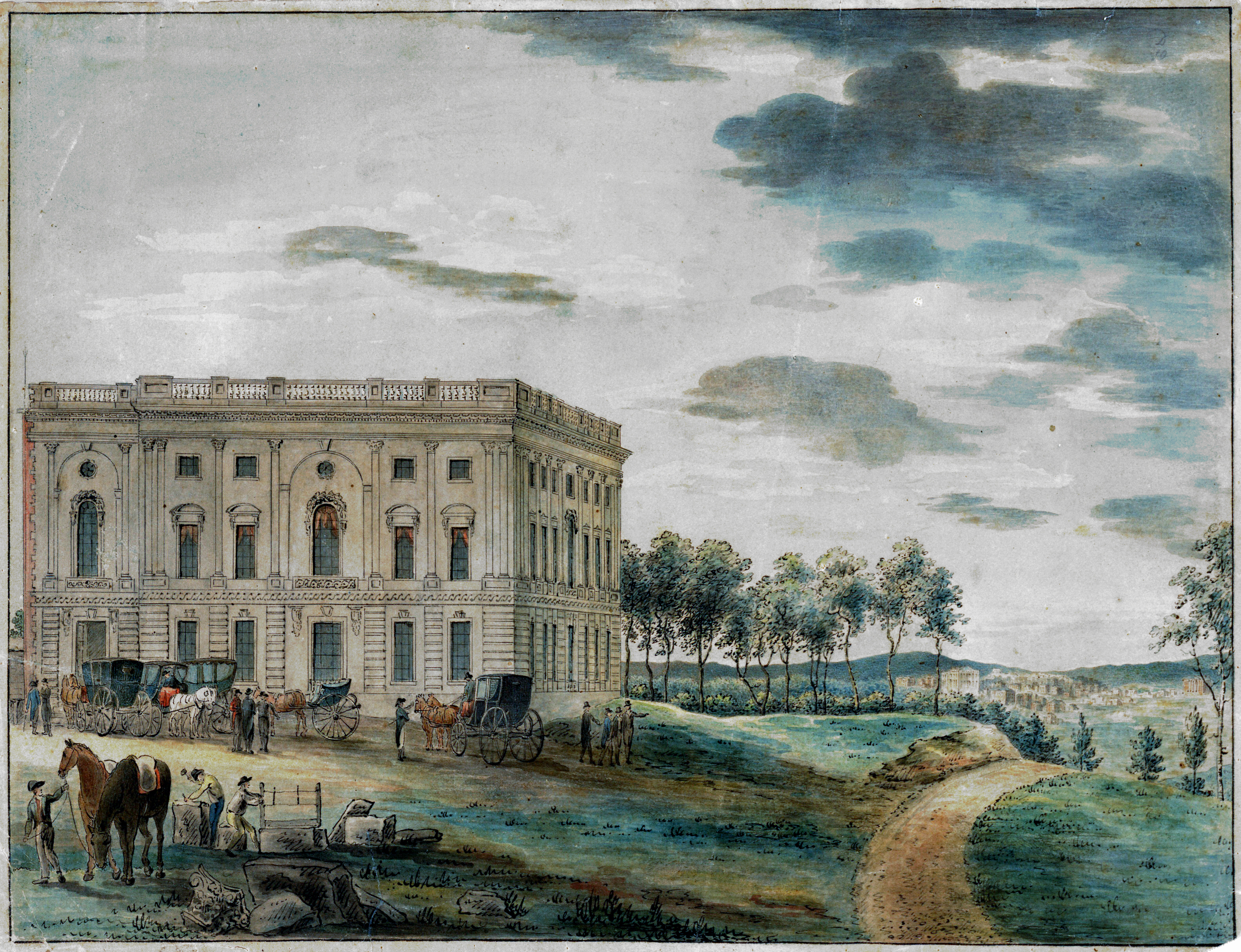
Congresso (frente leste), Washington.

O Senado do 6º Congresso reuniu-se pela primeira vez no edifício do Capitólio em 17 de novembro de 1800. Em 22 de novembro, Adams proferiu seu quarto discurso sobre o Estado da União em uma sessão conjunta do Congresso na câmara do Senado.
Iniciou seu discurso parabenizando os membros pela nova sede do governo e - apontando - "pela perspectiva de uma residência que não será mudada". Acrescentou, de forma otimista: "Embora haja algum motivo para se preocupar que as acomodações não sejam agora tão completas quanto se poderia desejar, ainda assim há grandes razões para acreditar que esse inconveniente cessará com a presente sessão". Essa seria a última mensagem anual que qualquer presidente entregaria pessoalmente ao Congresso nos 113 anos seguintes. Em fevereiro seguinte, o Congresso aprovou a Lei Orgânica do Distrito de Colúmbia de 1801, que organizou oficialmente o Distrito de Colúmbia. De acordo com a Constituição, o Congresso tornou-se a autoridade governamental do distrito.

### Leis sobre estrangeiros e sedição

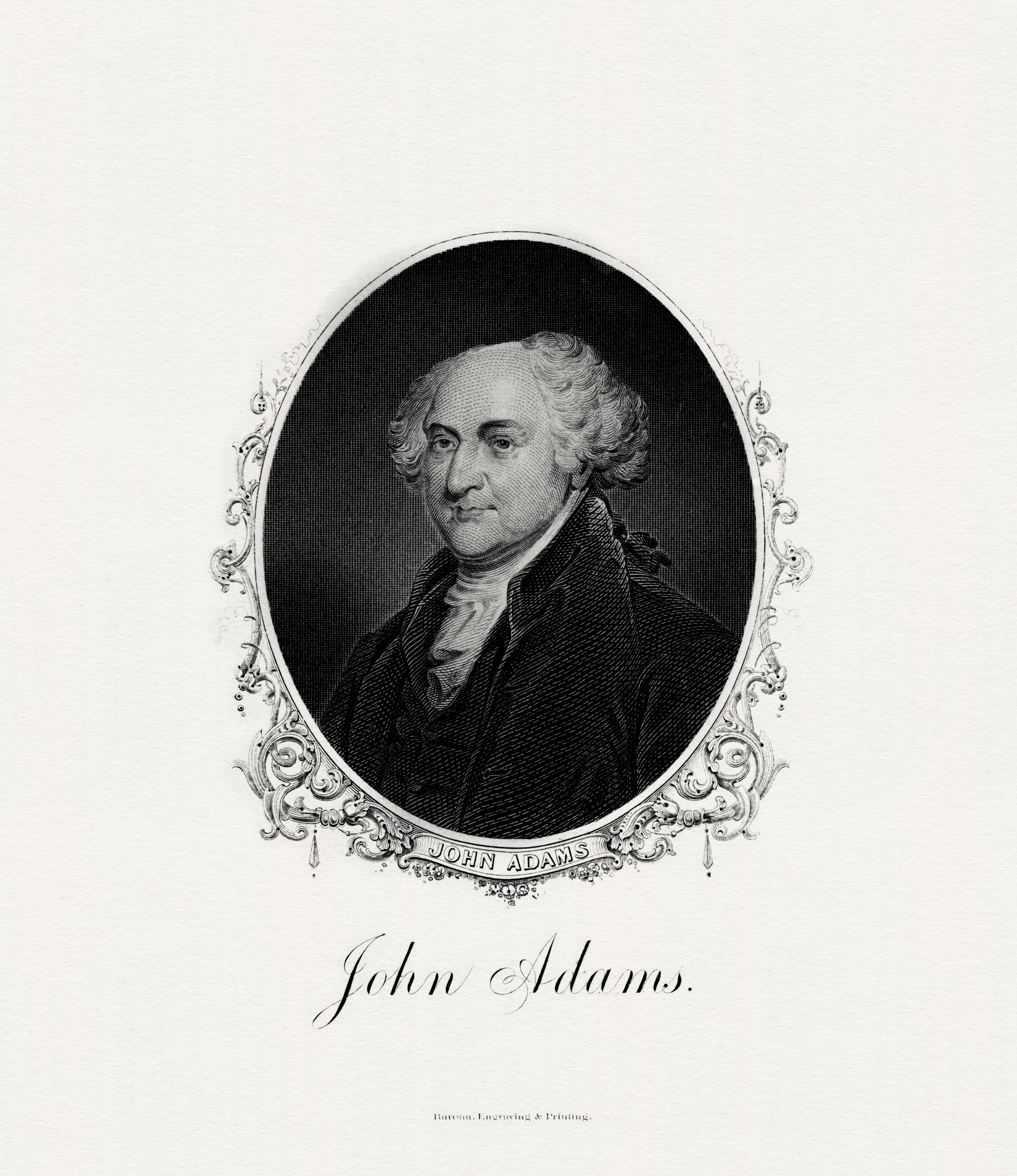
Retrato de Adams enquanto presidente.

Os EUA ficaram cada vez mais polarizados pela Quase-guerra, e Adams sofreu amargos ataques na imprensa. Muitos imigrantes recentes, incluindo aqueles da Irlanda, viam com bons olhos os franceses e se opunham aos britânicos. Um congressista irlandês-americano, Matthew Lyon, envolveu-se em uma brigada de sociedades com um congressista federalista. Em uma tentativa de reprimir a ameaça de subversão entre imigrantes hostis, os federalistas aprovaram uma série de leis, as "Leis sobre estrangeiros e sedição" em 1798. Os historiadores debatem o envolvimento de Adams para além de sua assinatura; ele negou ter buscado os atos em suas memórias, mas suas reclamações sobre ataques "difamatórios" à sua presidência podem ter desempenhado um papel na aprovação das leis.
O ato consistiam em quatro medidas: a Lei de Naturalização, a Lei de Amigos Estrangeiros, a Lei de Inimigos Estrangeiros e a Lei de Sedição. Esses estatutos foram projetados para mitigar a ameaça dos secessionistas, proibindo seus mais extremistas incendiários. A Lei de Naturalização aumentou para catorze anos o período de residência exigido para que um imigrante obtivesse a cidadania estadunidense, em parte porque os cidadãos naturalizados tendiam a votar nos democratas-republicanos. A Lei dos Amigos Estrangeiros e a Lei dos Inimigos Estrangeiros permitiram que o presidente deportasse qualquer estrangeiro que considerasse perigoso para o país. A Lei de Sedição tornou crime a publicação de "escritos falsos, escandalosos e maliciosos" contra o governo ou suas autoridades. As punições incluíam de 2 a 5 anos de prisão e multas de até 5 mil dólares.
Os atos tornaram-se controversos devido ao processo contra um congressista e vários editores de jornais. A administração federalista iniciou catorze ou mais acusações sob o Ato de Sedição, bem como ações contra cinco dos seis jornais Democrata-Republicanos mais proeminentes. De acordo com seu biógrafo, o historiador John Ferling, a maioria das ações legais começou em 1798 e 1799, e foram a julgamento às vésperas da eleição presidencial de 1800; o tempo dificilmente parecia coincidência. Outros historiadores citaram evidências de que os Atos de Alienação e Sedição raramente foram aplicadas: apenas 10 condenações sob o Ato de Sedição foram identificadas; Adams nunca assinou uma ordem de deportação; e as fontes de indignação expressa sobre os atos eram Democrata-Republicanos. No entanto, outros historiadores enfatizaram que os atos foram usados para alvos políticos desde o início, fazendo com que muitos estrangeiros deixassem o país. Os atos também permitiram o processo de muitos que se opuseram aos Federalistas, até mesmo no plenário do Congresso.
Rejeitando a constitucionalidade dos atos, Jefferson e Madison escreveram secretamente as Resoluções de Kentucky e Virgínia, nas quais os governos de Kentucky e Virgínia supostamente anularam os atos. À medida que o debate sobre os atos continuava, a eleição de 1800 tornou-se uma disputa amarga e volátil, com cada lado expressando um medo extraordinário do outro e de suas políticas. Depois que os Democrata-Republicanos prevaleceram nas eleições de 1800, eles usaram os atos contra os Federalistas antes que as leis finalmente expirassem.

### Tributação e a rebelião de Fries
Para custear o fortalecimento militar da Quase-guerra, Adams e os federalistas no Congresso promulgaram o Imposto Direto de 1798. A tributação direta pelo governo federal era amplamente impopular, e a receita do governo de Washington vinha principalmente de impostos sobre consumo e tarifas.  Embora Washington tenha mantido um orçamento equilibrado com a ajuda de um cenário econômico em crescimento, o aumento dos gastos militares agora ameaçava causar grandes déficits orçamentários. Hamilton, Alcott e Adams desenvolveram um plano de tributação para atender à necessidade de aumentar a receita do governo. O Imposto Direto de 1798 instituiu um imposto progressivo sobre o valor da terra de até 1% do valor de uma propriedade. Os contribuintes do leste da Pensilvânia resistiram aos coletores de impostos federais e, em março de 1799, eclodiu a Rebelião de Fries, sem derramamento de sangue. 
Liderados pelo veterano da Guerra Revolucionária John Fries, os fazendeiros de língua alemã protestaram contra o que consideravam uma ameaça às suas liberdades republicanas e às suas igrejas. A revolta contra os impostos levantou o espectro da guerra de classes e Hamilton levou o exército para a região para acabar com a revolta. O julgamento subsequente de Fries ganhou grande atenção nacional. Adams perdoou Fries e dois outros depois que eles foram condenados à execução por traição. A rebelião, a mobilização do exército e os resultados dos julgamentos afastaram muitas pessoas da Pensilvânia e de outros estados do Partido Federalista, prejudicando as esperanças de reeleição de Adams.

### Juízes da Meia-noite
Desde o início de sua presidência, Adams havia defendido a criação de novos cargos de juiz federal, mas foi rejeitado pelo Congresso. Após os federalistas perderem o controle das duas casas do Congresso e da presidência na eleição de 1800, muitos federalistas que antes opunham-se passaram a apoiar a proposta, pois a expansão dos tribunais permitiria a nomeação de vários federalistas para cargos vitalícios no governo. 
A sessão do 6º Congresso aprovou a Lei Judiciária de 1801, que criou um conjunto de tribunais federais de apelação entre os tribunais distritais e a Suprema Corte. Também reduziu o tamanho da Suprema Corte de seis para cinco juízes, para entrar em vigor na próxima vaga. Isso foi feito para negar a Jefferson a oportunidade de nomear um juiz até que vagassem duas vagas. Como Adams preencheu esses novos cargos nos últimos dias de sua presidência, os jornais e políticos da oposição logo começaram a se referir aos nomeados como "juízes da meia-noite". A maioria desses juízes perdeu seus cargos quando o 7º Congresso, dominado pelos democratas-republicanos, aprovou a Lei Judiciária de 1802, abolindo os tribunais recém-criados e retornando o sistema judiciário federal à sua estrutura anterior.
Depois de serem varridos do poder em 1800 por Jefferson e pelo Partido Democrático-Republicano, os federalistas concentraram suas esperanças de sobrevivência da república no Judiciário federal. Durante os 34 anos de Marshall como presidente da Suprema Corte, a Corte Marshall desempenhou um papel importante no aumento do poder do governo federal e no estabelecimento do judiciário como um ramo co-igualitário do governo federal, ao lado dos poderes executivo e legislativo. Mais tarde, Adams refletiu: "Meu presente de John Marshall para o povo dos Estados Unidos foi o ato de maior orgulho da minha vida".

### Outros assuntos internos
Durante toda a sua vida, Adams não era simpático a escravidão e se recusou a possuir escravos. Em 1800, a Lei do Comércio de Escravos de 1800 restringiu o comércio internacional de escravos e Adams a assinou como lei em 10 de maio de 1800.
George Logan foi um senador da Pensilvânia que negociou secretamente com a França em 1798. Muitos ficaram indignados com o fato de um cidadão comum ter ido a Paris para negociar com uma potência estrangeira e, em resposta, aprovaram a Lei Logan. John Adams chancelou a lei. A intenção por trás da lei é evitar que negociações não autorizadas prejudiquem a posição do governo.

## Eleição de 1800
Com o Partido Federalista profundamente dividido em relação às suas negociações com a França e a oposição democrata-republicana enfurecida por causa das Leis sobre estrangeiros e sedição e da expansão das forças armadas, Adams enfrentou uma campanha de reeleição competitiva. Mesmo assim, sua posição dentro do partido era forte, reforçada por sua popularidade duradoura na Nova Inglaterra, a principal base federalista. No início de 1800, os membros federalistas do Congresso indicaram Adams e Charles Pinckney para a presidência; o caucus não indicou explicitamente qual indivíduo era o favorito para a presidência ou vice-presidência. Os democratas-republicanos, por sua vez, indicaram Jefferson e Burr, seus candidatos na eleição anterior, mas designaram Jefferson como a primeira opção do partido.

Resultados da votação eleitoral da eleição presidencial de 1800 (mostrando votos apenas para Jefferson ou Adams).

A campanha foi amarga e marcada por insultos maliciosos da imprensa partidária de ambos os lados. Os federalistas alegavam que os republicanos eram radicais que arruinariam o país por meio de uma revolução. Do lado oposto, os Republicanos eram inimigos de "todos os que amam a ordem, a paz, a virtude e a religião". Diziam que eram libertinos e radicais perigosos que favoreciam os direitos dos estados em detrimento da União e que instigariam a anarquia e a guerra civil. O fato de Jefferson possuir escravos foram usados contra ele.
Por sua vez, os republicanos, acusaram os federalistas de minar os princípios republicanos por meio de leis federais punitivas, bem como de favorecer a Grã-Bretanha e os outros países da coalizão em sua guerra com a França, a fim de promover valores aristocráticos e antirrepublicanos. Jefferson foi retratado como um apóstolo da liberdade e homem do povo, enquanto Adams foi rotulado como monarquista. Foi acusado de insanidade e infidelidade conjugal. James T. Callender, um propagandista republicano secretamente financiado por Jefferson, lançou fortes ataques ao caráter de Adams e o acusou de tentar entrar em guerra com a França. Callender foi preso e encarcerado de acordo com a Lei de Sedição, o que apenas inflamou ainda mais as paixões republicanas.
Às vezes, a oposição do Partido Federalista era igualmente intensa. Alguns, inclusive Pickering, acusaram Adams de conspirar com Jefferson para que ele terminasse como presidente ou vice-presidente. Hamilton estava trabalhando duro, tentando sabotar a reeleição do presidente. Ao planejar uma acusação contra o caráter de Adams, solicitou e recebeu documentos particulares dos secretários do gabinete destituídos e de Wolcott. A carta foi inicialmente destinada a apenas alguns eleitores federalistas. Ao ver um rascunho, vários federalistas pediram a Hamilton que não a enviasse. Wolcott escreveu que "o pobre velho" poderia se matar sem a ajuda deles. Mas Hamilton não deu ouvidos ao conselho deles. Em 24 de outubro, ele enviou um panfleto atacando fortemente Adams em vários pontos. Hamilton denunciou muitas das decisões políticas de Adams, inclusive a "nomeação precipitada" de Murray, o perdão a Fries e a demissão de Pickering. Ele também incluiu uma boa dose de insultos pessoais, difamando o "egoísmo repugnante" e o "temperamento ingovernável" do presidente. Adams, concluiu ele, era "emocionalmente instável, dado a decisões impulsivas e irracionais, incapaz de conviver com seus conselheiros mais próximos e, em geral, inadequado para ser presidente." Estranhamente, terminou dizendo que os eleitores deveriam apoiar Adams e Pinckney igualmente. Graças a Burr, que havia obtido uma cópia secretamente, o panfleto tornou-se de conhecimento público e foi distribuído em todo o país pelos republicanos, que se alegraram com seu conteúdo. O panfleto destruiu o Partido Federalista, encerrou a carreira política de Hamilton e ajudou a garantir a já provável derrota de Adams.
| Totais de votos eleitorais de 1800 | Totais de votos eleitorais de 1800 | Totais de votos eleitorais de 1800 | Totais de votos eleitorais de 1800 |
| Nome                               | Partido                            | Partido                            | Votos                              |
| ---------------------------------- | ---------------------------------- | ---------------------------------- | ---------------------------------- |
| Thomas Jefferson                   |                                    | Democrata-Republicano              | 73                                 |
| Aaron Burr                         |                                    | Democrata-Republicano              | 73                                 |
| John Adams                         |                                    | Federalista                        | 65                                 |
| C. C. Pinckney                     |                                    | Federalista                        | 64                                 |
| John Jay                           |                                    | Federalista                        | 1                                  |

Quando os votos eleitorais foram contados, Adams terminou em terceiro lugar com 65 votos, e Pinckney ficou em quarto com 64 votos (um eleitor federalista da Nova Inglaterra votou em John Jay em vez disso). Jefferson e Burr empataram em primeiro lugar com 73 votos cada. Por causa do empate, a eleição foi para a Câmara dos Representantes. Conforme especificado pela Constituição, a delegação de cada estado votou em bloco, com cada estado tendo um único voto; uma maioria absoluta (nove, já que havia 16 estados na época) era necessária para a vitória. Em 17 de fevereiro de 1801 – na 36ª votação – Jefferson foi eleito por um voto de 10 a 4 (dois estados se abstiveram). É notável que o esquema de Hamilton, embora tenha feito os federalistas parecerem divididos e, portanto, ajudado Jefferson a vencer, falhou em sua tentativa geral de afastar os eleitores federalistas de Adams.
Ferling atribui a derrota de Adams a cinco fatores: a organização mais forte dos republicanos; a desunião federalista; a controvérsia em torno dos Atos de Alienação e Sedição; a popularidade de Jefferson no sul; e a política eficaz de Aaron Burr em Nova Iorque. Analisando as causas da derrota do partido, Adams escreveu: "Nenhum partido que já existiu conhecia a si mesmo tão pouco ou superestimou tão vaidosamente sua própria influência e popularidade quanto o nosso. Nenhum jamais entendeu tão mal as causas de seu próprio poder ou as destruiu tão insensatamente." O acadêmico Stephen G. Kurtz argumenta que Hamilton e seus apoiadores foram os principais responsáveis pela destruição do Partido Federalista. Eles viam o partido como uma ferramenta pessoal e jogaram nas mãos dos jeffersonianos ao construir um grande exército permanente e criar uma disputa com Adams. O jornalista Ron Chernow escreve que Hamilton acreditava que, eliminando Adams, ele poderia eventualmente juntar os pedaços do Partido Federalista arruinado e liderá-lo de volta à dominância. "Melhor purgar Adams e deixar Jefferson governar por um tempo do que diluir a pureza ideológica do partido com compromissos", afirma Chernow.
Para agravar a agonia de sua derrota, o filho de Adams, Charles, um alcoólatra de longa data, morreu em 30 de novembro. Ansioso para se juntar a Abigail, que já havia partido para Massachusetts, Adams deixou a Casa Branca nas primeiras horas da madrugada de 4 de março de 1801 e não compareceu à posse de Jefferson. Desde então, outros três presidentes em final de mandato dos Estados Unidos não compareceram às posses de seus sucessores. Adams escreveu que havia deixado ao próximo presidente uma nação "com seus cofres cheios" e "boas perspectivas de paz". A transferência de poder presidencial entre Adams e Jefferson representou a primeira transferência desse tipo entre dois partidos políticos diferentes na história do país e estabeleceu o precedente para todas as transições interpartidárias subsequentes. As complicações decorrentes das eleições de 1796 e 1800 levaram o Congresso e os estados a refinarem o processo pelo qual o Colégio Eleitoral elege um presidente e um vice-presidente. O novo procedimento foi promulgado através da 12ª Emenda, que se tornou parte da Constituição em junho de 1804 e entrou em vigor pela primeira vez na eleição presidencial de 1804.

## Reputação histórica
O historiador Stephen Kurtz argumentou:

Em 1796, Adams estava no auge de sua carreira. Contemporâneos, assim como historiadores, desde então o consideraram um homem de sabedoria, honestidade e devoção ao interesse nacional; ao mesmo tempo, suas suspeitas e teorias o impediram de alcançar aquela medida completa de grandeza pela qual ele ansiava e trabalhava... À medida que a nação entrava na grave crise com a França revolucionária, e em sua tentativa de conduzir o estado entre concessões humilhantes e uma guerra potencialmente desastrosa, ele jogou uma mão solitária que o deixou isolado de líderes federalistas cada vez mais perplexos e melhores. Sua decisão de renovar as negociações de paz após o Caso XYZ, o acúmulo de armamentos, a aprovação dos Atos de Alienação e Sedição e a nomeação de Hamilton para o comando do exército vieram como uma explosão em fevereiro de 1799. Enquanto a maioria dos americanos estava aliviada e simpática, o partido federalista estava despedaçado em 1800, na véspera de seu conflito decisivo com o republicanismo jeffersoniano.

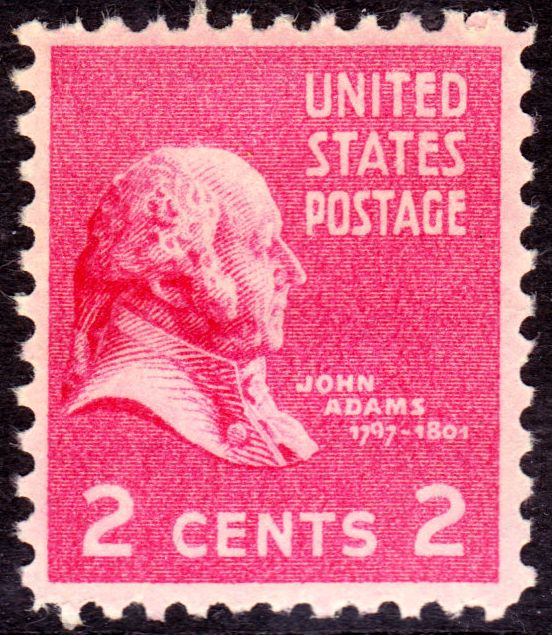
John Adams, selo postal de 2 centavos dos EUA, série presidencial de 1938.

Historiadores e Cientistas políticos classificam Adams no topo do terço intermediário dos presidentes. O historiador George Herring argumenta que Adams foi o mais independente dos fundadores. Embora estivesse alinhado com os federalistas, ele era, de certa forma, um partido à parte, discordando dos federalistas tanto quanto dos republicanos jeffersonianos. Frequentemente descrito como "espinhoso", mas sua tenacidade era alimentada por boas decisões tomadas em face da oposição universal. Adams era frequentemente combativo, o que diminuía o decoro presidencial, como o próprio Adams admitiu em sua velhice: "[Como presidente] eu me recusei a sofrer em silêncio. Suspirei, solucei e gemi, e às vezes gritei e berrei. E devo confessar, para minha vergonha e tristeza, que às vezes xingava". A decisão de Adams de promover a paz com a França, em vez de continuar com as hostilidades, reduziu sua popularidade. Isso desempenhou um papel importante em sua derrota na reeleição, mas ele ficou tão satisfeito com o resultado que mandou gravá-lo em sua lápide. O historiador Ralph Adams Brown argumenta que, ao manter os Estados Unidos fora da guerra com a França, Adams permitiu que a nação incipiente crescesse e prosperasse e se tornasse a nação transcontinental que acabou se tornando no século XIX.
As pesquisas de historiadores e cientistas políticos geralmente classificam Adams como um presidente mediano ou acima da média, e um dos melhores que cumpriram um único mandato. Em uma pesquisa da emissora de TV C-SPAN de 2017, 91 historiadores presidenciais classificaram Adams em 19º lugar entre os 43 ex-presidentes (abaixo do 17º em 2009). Suas classificações nas várias categorias dessa pesquisa mais recente foram as seguintes: persuasão pública (22), liderança em crises (17), gestão econômica (15), autoridade moral (11), relações internacionais (13), habilidades administrativas (21), relações com o congresso (24), visão/configuração de uma agenda (20), busca de equidade (15), desempenho no contexto da época (19). Uma pesquisa de 2024 da seção Presidentes e Política Executiva da Associação Americana de Ciência Política classificou Adams como o décimo terceiro melhor presidente.